# IK Волка
IK Волка (лат. IK Lupi) — двойная звезда в созвездии Волка на расстоянии приблизительно 507 световых лет (около 155 парсеков) от Солнца. Видимая звёздная величина звезды — от +12,89m до +12,59m. Возраст звезды определён как около 1,3 млн лет.

## Характеристики
Первый компонент (Sz 65) — красно-оранжевый карлик, эруптивная переменная звезда типа T Тельца (INT) спектрального класса K7, или K6, или M0. Масса — около 0,7 солнечной, радиус — около 1,77 солнечного, светимость — около 0,647 солнечной. Эффективная температура — около 3894 K.
Второй компонент (Sz 66) — красный карлик, эруптивная переменная звезда типа T Тельца (INT)* спектрального класса M3, или M4,3. Масса — около 0,29 солнечной, радиус — около 1,29 солнечного, светимость — около 0,22 солнечной. Эффективная температура — около 3415 K. Удалён на 6,4 угловых секунды*.